# Rathaus (Leszno)

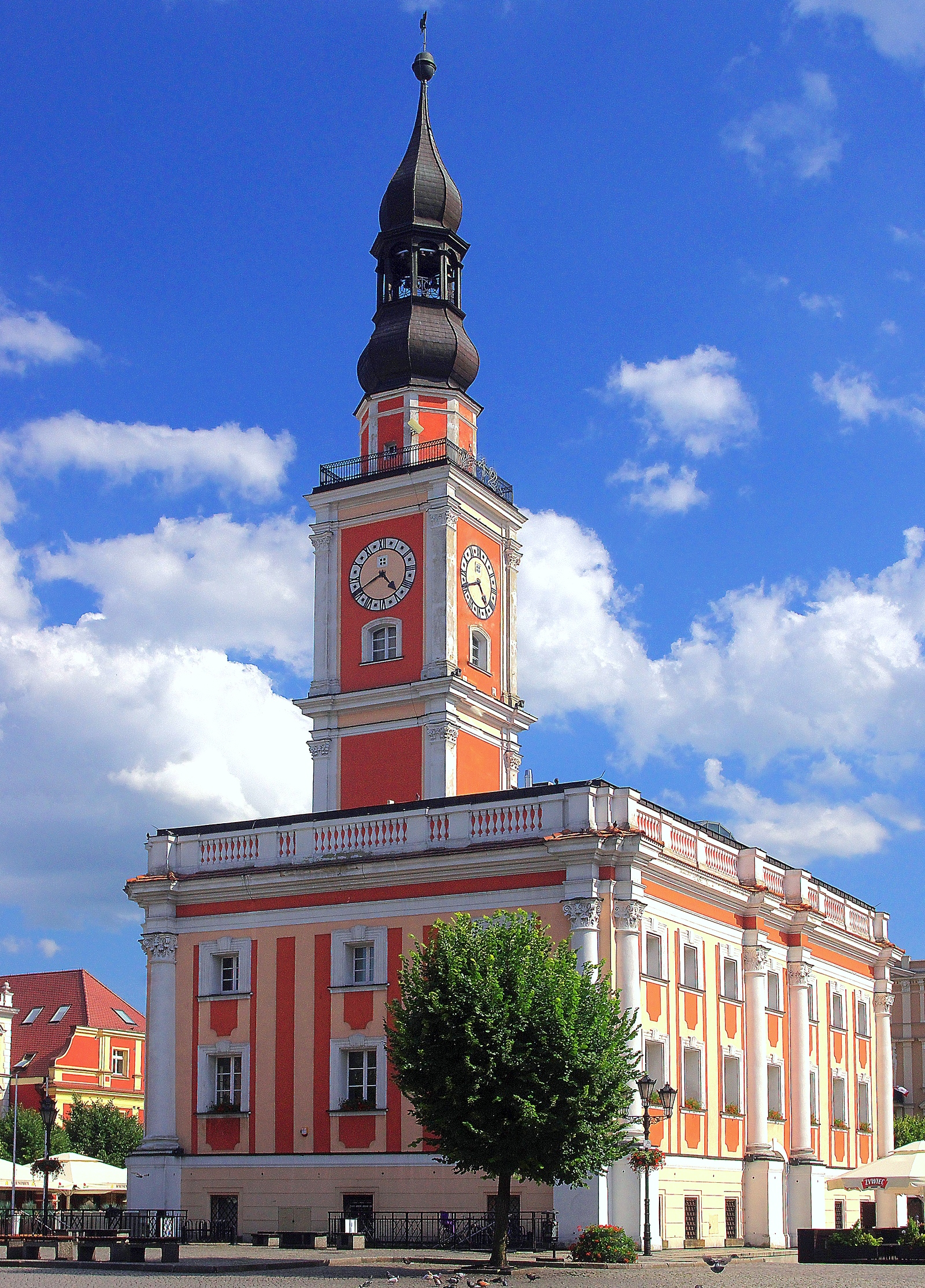
Rathaus Leszno

Das Rathaus in Leszno war ursprünglich ein Gebäude des Stadtrates auf dem Lissaer Marktplatz. Es wurde von 1637 bis 1639 im barocken Stil erbaut und nach einem Brand 1656 bis 1660 von Marcin Woyda restauriert. Nach einem erneuten Brand 1707 wurde es bis 1709 von Pompeo Ferrari in seiner heutigen Form wieder aufgebaut.